# Stecca (vela)
La stecca nella vela è un inserto flessibile, parallelo alla direzione del flusso del vento, che aiuta a modellare il corretto profilo alare della vela, contribuendo a controllarne la curvatura.

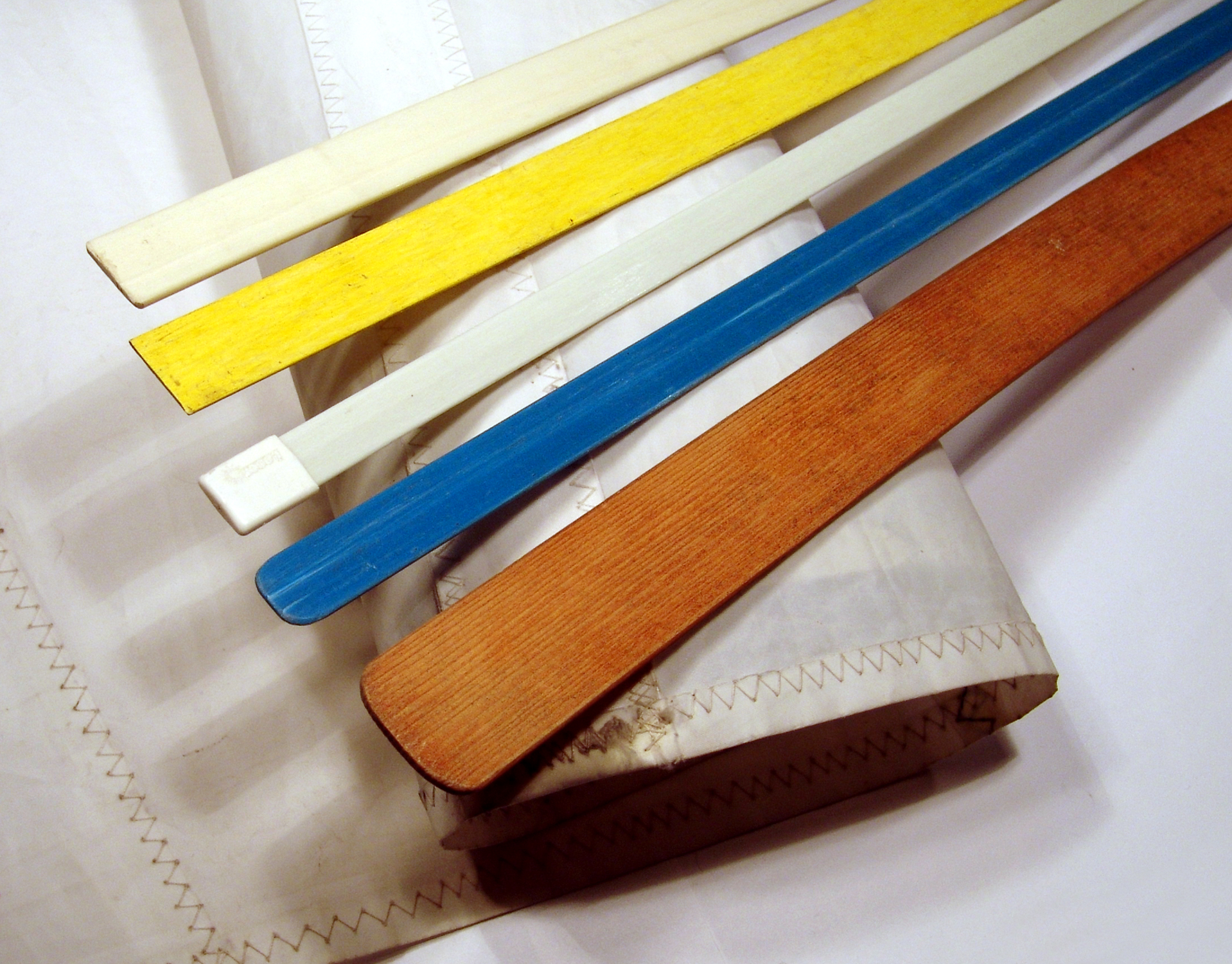
Selezione di stecche per vele.

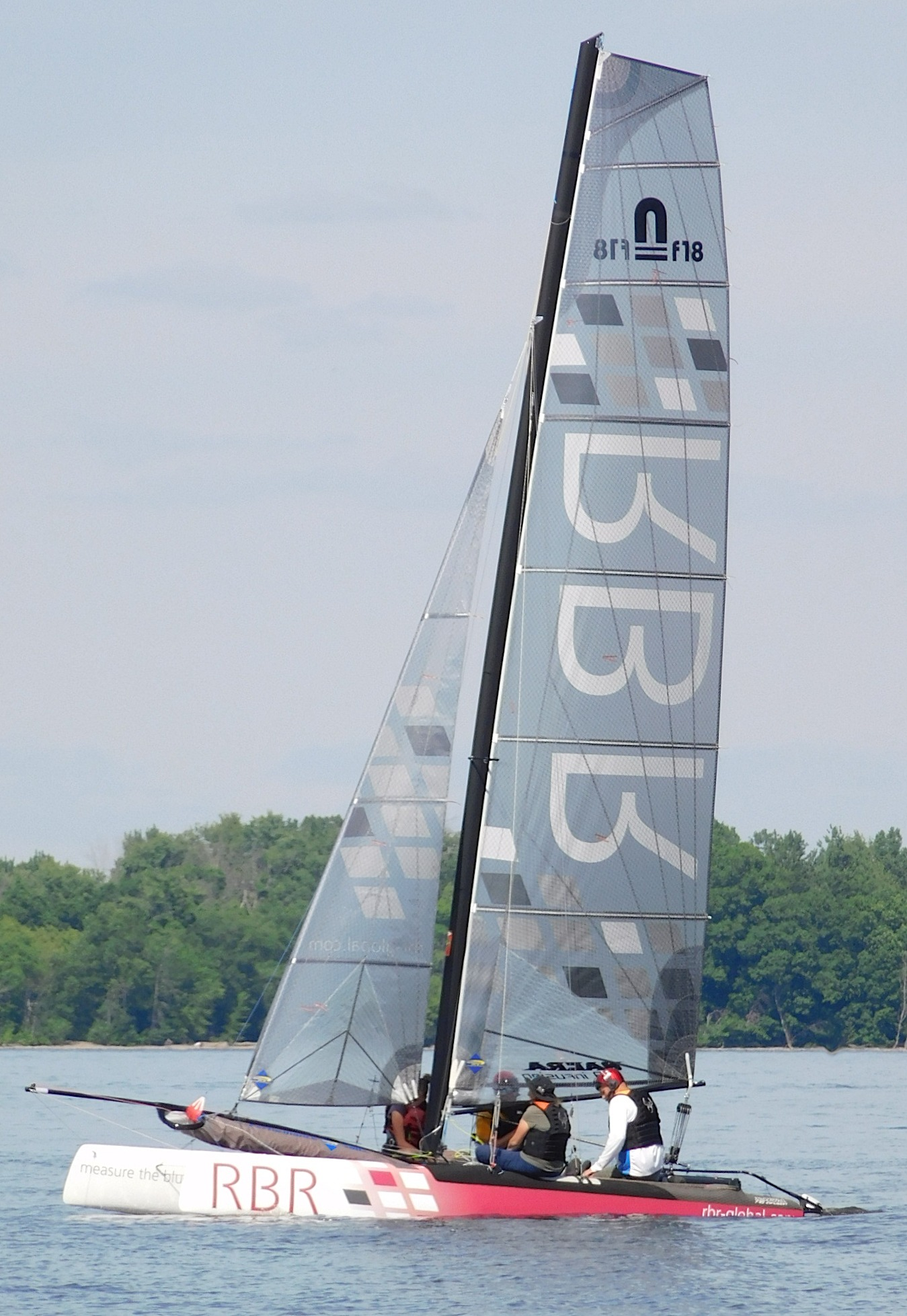
Catamarano con vele steccate.

## Caratteristiche
Le stecche sono sottili strisce, storicamente in legno, ma attualmente in vetroresina, in PVC o in fibra di carbonio, utilizzate per sostenere una vela. Sono anche usate nei velieri per formare le scalette delle sartie. Le stecche possono essere corte (batten) o lunghe (full batten).

## Storia
La giunca cinese si caratterizzava da vele rinforzate da canne di bambù orizzontali parallele. Le giunche furono usate come navi marittime già nel II secolo d.C. e si svilupparono rapidamente durante la dinastia Song (960-1279).

## Applicazioni
Le barche a vela da crociera possono avere da quattro a sei stecche corte. Nelle barche a vela da regata sono preferite stecche a tutta lunghezza (dall'inferitura alla balumina), che migliorano la stabilità e consentono di smagrire o ingrassare la vela.